# Milone di Narbona
Milone, Milò in catalano e in spagnolo (prima metà dell'VIII secolo – dopo il 782), è stato un nobile visigoto, conte di Narbona dal 759 al 782.

## Origine
Milone, secondo il Bulletin de la Commission archéologique de Narbonne era un nobile visigoto, di cui non si conoscono gli ascendenti.

## Biografia

La penisola iberica nell'814, con la marca di Spagna, da poco costituita

Milone, secondo il Bulletin de la Commission archéologique de Narbonne, anno 1902, governava il territorio di Narbona, già nel 752, e si sottomise al re dei Franchi, Pipino il Breve, nel 759, ottenendo di essere il primo conte o visdomino di Narbona, soggetto al re dei Franchi.
Sia secondo il Bulletin de la Commission archéologique de Narbonne, che secondo A Dictionary of Christian Biography, Literature, Sects and Doctrines: A-D, Milone, nell'782 era ancora conte di Narbona ed ebbe una disputa con l'arcivescovo di Narbona, Daniele.

Il resoconto del giudizio di Carlo Magno, in relazione alla succitata disputa viene riportato nel documento n° II della Histoire du comté et de la vicomté de Carcassonne.
Milone fu tra i fondatori dell'abbazia di San Giovanni e San Lorenzo di Caunes.
Milone morì dopo il 782, ma non si conoscono né le cause né l'anno preciso, comunque prima del 790, in quanto, nel 791il conte era Magnario (Magnario comis de Narbona), come ci viene confermato dal documento n° 10 delle Preuves de l'Histoire de Languedoc.
Milone (Milo) viene ricordato ancora da Carlo Magno nel documento n° 11 delle Preuves de l'Histoire de Languedoc.

## Discendenza
Di Milone non si conosce né il nome della moglie né alcuna discendenza.

### Fonti primarie
- (LA)  #ES Histoire générale de Languedoc.
- (LA)  Histoire du comté et de la vicomté de Carcassonne, tomus I.

### Letteratura storiografica
- (FR)  Bulletin de la Commission archéologique de Narbonne, anno 1902.
- (EN)  A Dictionary of Christian Biography, Literature, Sects and Doctrines: A-D